# NIAGARA 45RPM VOX
『NIAGARA 45RPM VOX』（ナイアガラ 45 ヴォックス）は、2017年3月21日に発売された大滝詠一の7インチ・シングル・ボックス・セット。

## 解説
ナイアガラ・レーベルが日本コロムビアと契約した1976年から1978年の期間に発売された全シングル盤6枚のうち、シリア・ポール「夢で逢えたら / 恋はメレンゲ」を除いた5枚と、プロモーション盤のみプレスされた4枚の計9枚をアナログ盤にて復刻。ボックスには、可能な範囲でオリジナルのデザインに近づけたレーベルをあしらった9枚のシングルに加え、AB面の18曲がデジタル・リマスターされたCDの全10枚組。さらに大滝本人の未発表写真および、マスター・テープの外箱やトラック・シート等の写真を収めたブックレットを内封。本ボックスは4,500セットでの完全生産限定盤だが、これは3月21日にアナログ盤を発売するためギリギリ間に合う数字ということでプレス工場が出してきた数字だという。
大滝詠一『DEBUT AGAIN』も手がけたロンドン・メトロポリス・スタジオのティム・ヤングによるマスタリングとカッティング（アナログはハーフ・スピード・カッティング）には、現存するオリジナル・アナログ・マスターが使用されている。マスターは何度か使われたものもあったが、中には40年ぶりに再生されたものもあった。そのため、あらかじめ東京でテープを温めて磁性体のはがれを予防する“窯入れ”された後、ロンドンに持ち込まれた。そして最初の作業はテープをデジタルに変換する工程で、取り込みは24ビット/96kHzで、以後は通常のCDマスタリング同様、EQやコンプなどの処理がティムによって行われた。同封のCDは、この24ビット/96kHzで作成されたマスターを、16ビット/44.1kHzにコンバートされたもの。ここまでの作業は通常のCDマスタリング室で行われるが、これ以後はカッティング・ルームにデータが送られ、そこで作業が行われる。カッティング・マシンに送られるオーディオ信号は、半速になっている以外、EQやコンプは一切かけられていないものの、実際に溝に刻まれる音は原音に等しいわけではなく、フィルターなどを通過している。こうしてカットが1枚終わるごとにノーマル・スピードで再生され、問題が無ければマスターが完成する。そのマスターを元に、日本でプレスが行われた。

## プロモーション
購入者特典として、特製EPアダプター / オリジナル・ポスターが抽選で当たる応募はがきを封入。

## 収録曲

### Disc1 (SRKL 3041)
1976年4月1日発売。『NIAGARA TRIANGLE Vol.1』からのシングル・カットで、アルバムと同日発売。
| 収録アルバム『NIAGARA TRIANGLE Vol.1』では作者の伊藤銀次が歌っていたものを、伊藤、大滝、山下の3人がそれぞれ個別に歌ったトラックを編集して繋いでいる。 |                                                                                                |            |      |
| # | タイトル                                                                                       | 作詞・作曲 | 時間 |
| 1. | 「幸せにさよなら / ナイアガラ・トライアングル（山下達郎 / 伊藤銀次 / 大滝詠一） * mono」(NT-1) | 伊藤銀次   | 3:31 |

| 『NIAGARA TRIANGLE Vol.1』収録のアルバム版のイントロのギター・カッティング音がカットされ、ピアノから曲が始まる。 |                                                |          |          |      |
| # | タイトル                                       | 作詞     | 作曲     | 時間 |
| 1. | 「ドリーミング・デイ / 山下達郎 * mono」(NT-2) | 大貫妙子 | 山下達郎 | 3:42 |

### Disc2 (SRKL 3042)
1976年6月1日発売。『NIAGARA TRIANGLE Vol.1』からのリカット・シングル。
| オリジナル・ヴァージョンのオケのピッチを上げ、坂本龍一のクラビネットがダビングされ、ヴォーカルも録り直されている。 |                                                                |            |            |      |
| # | タイトル                                                       | 作詞・作曲 | 編曲       | 時間 |
| 1. | 「ナイアガラ音頭 / 布谷文夫 with ナイアガラ社中 * mono」(NF-1) | 大瀧詠一   | 多羅尾伴内 | 2:48 |

| A面のカラオケ。『NIAGARA TRIANGLE Vol.1』収録曲の「ココナツ・ホリデイ'76」で使われたお囃子がイントロに付けられている。 |                                                              |      |          |            |      |
| # | タイトル                                                     | 作詞 | 作曲     | 編曲       | 時間 |
| 1. | 「あなたが唄うナイアガラ音頭 / ナイアガラ社中 * mono」(NS-1) |      | 大瀧詠一 | 多羅尾伴内 | 3:17 |

### Disc3 (SRKL 3043)
1977年7月1日発売。
| 『NIAGARA CALENDAR』収録のミックスと大きく異なる、シングル用ミックス。 |                                   |            |                       |      |
| #                                                                      | タイトル                          | 作詞・作曲 | 編曲                  | 時間 |
| 1.                                                                     | 「青空のように / 大滝詠一」(OT-1) | 大瀧詠一   | 山下達郎 / 多羅尾伴内 | 3:05 |

| 『GO! GO! NIAGARA』収録曲の再ミックス。 |                                         |            |            |      |
| #                                       | タイトル                                | 作詞・作曲 | 編曲       | 時間 |
| 1.                                      | 「Cobra Twist / 大滝詠一 * mono」(OT-2) | 大瀧詠一   | 多羅尾伴内 | 1:57 |

### Disc4 (SRKL 3044)
1977年12月1日発売。両面ともにアルバム『多羅尾伴内楽團 Vol.1』からのシングル・カット。
| #  | タイトル                                        | 作詞 | 作曲                 | 編曲       | 時間 |
| -- | ----------------------------------------------- | ---- | -------------------- | ---------- | ---- |
| 1. | 「霧の彼方へ (Mr Moto) / 多羅尾伴内楽團」(TB-1) |      | R.Delvey / P.Johnson | 多羅尾伴内 | 2:45 |

| #  | タイトル                                              | 作詞 | 作曲                  | 編曲       | 時間 |
| -- | ----------------------------------------------------- | ---- | --------------------- | ---------- | ---- |
| 1. | 「悲しき北風 (The Last Leaf) / 多羅尾伴内楽團」(TB-2) |      | B.Chandler / Mckendry | 多羅尾伴内 | 2:58 |

### Disc5 (SRKL 3045)
1978年2月1日発売。両面ともアルバム『NIAGARA CALENDAR』からのリカット・シングル。
| 『NIAGARA CALENDAR』の“2月のうた”のシングル・カット。アルバム版とは別ミックス。 |                                                   |            |                       |      |
| #                                                                               | タイトル                                          | 作詞・作曲 | 編曲                  | 時間 |
| 1.                                                                              | 「ブルー・ヴァレンタイン・デイ / 大滝詠一」(OT-3) | 大瀧詠一   | 山下達郎 / 多羅尾伴内 | 3:20 |

| 『NIAGARA CALENDAR』の“3月のうた”のシングル・カット。 |                                            |            |            |      |
| #                                                     | タイトル                                   | 作詞・作曲 | 編曲       | 時間 |
| 1.                                                    | 「お花見メレンゲ / 大滝詠一 * mono」(OT-4) | 大瀧詠一   | 多羅尾伴内 | 2:20 |

### Disc6 (SRKL 3046)
プロモーション盤。本ボックスでは正規盤ジャケット付きで復刻。“MONAURAL / DJ Copy Only / Not For Sale”と表記されたステッカー付き。
| #  | タイトル                                  | 作詞・作曲 | 編曲                  | 時間 |
| -- | ----------------------------------------- | ---------- | --------------------- | ---- |
| 1. | 「青空のように / 大滝詠一 * mono」(OT-1A) | 大瀧詠一   | 山下達郎 / 多羅尾伴内 | 2:52 |

| #  | タイトル                                                              | 作詞 | 作曲     | 編曲                  | 時間 |
| -- | --------------------------------------------------------------------- | ---- | -------- | --------------------- | ---- |
| 1. | 「青空のように（インストゥルメンタル） / 大瀧詠一楽団 * mono」(OT-1B) |      | 大瀧詠一 | 山下達郎 / 多羅尾伴内 | 2:52 |

### Disc7 (SRKL 3047)
プロモーション盤。ジャケットなし。ナイアガラ・ロゴ入りスリーブで復刻。
| #  | タイトル                                                  | 作詞・作曲 | 編曲                  | 時間 |
| -- | --------------------------------------------------------- | ---------- | --------------------- | ---- |
| 1. | 「ブルー・ヴァレンタイン・デイ / 大滝詠一 * mono」(OT-3A) | 大瀧詠一   | 山下達郎 / 多羅尾伴内 | 3:20 |

| #  | タイトル                                                                              | 作詞 | 作曲     | 編曲                  | 時間 |
| -- | ------------------------------------------------------------------------------------- | ---- | -------- | --------------------- | ---- |
| 1. | 「ブルー・ヴァレンタイン・デイ（インストゥルメンタル） / 大瀧詠一楽団 * mono」(OT-3B) |      | 大瀧詠一 | 山下達郎 / 多羅尾伴内 | 3:20 |

### Disc8 (SRKL 3048)
プロモーション盤。『多羅尾伴内楽團 Vol.2』からのサンプラー。同アルバムのスリーヴが単色で流用されたスリーヴを復刻。
| #  | タイトル                                                     | 作詞 | 作曲        | 編曲       | 時間 |
| -- | ------------------------------------------------------------ | ---- | ----------- | ---------- | ---- |
| 1. | 「心のときめき (Ajoen Ajoen) / 多羅尾伴内楽團 * mono」(TB-3) |      | Traditional | 多羅尾伴内 | 1:53 |

| #  | タイトル                                                              | 作詞 | 作曲         | 編曲       | 時間 |
| -- | --------------------------------------------------------------------- | ---- | ------------ | ---------- | ---- |
| 1. | 「サーファー・ムーン (The Sufer Moon) / 多羅尾伴内楽團 * mono」(TB-4) |      | Brian Wilson | 多羅尾伴内 | 2:40 |

### Disc9 (SRKL 3049)
プロモーション盤。アルバム『LET'S ONDO AGAIN』からのサンプラー。ジャケットなし。ナイアガラ・ロゴ入りスリーブで復刻。
| イントロのコーラス（「いとしのクレメンタイン」あるいは「雪山讃歌」の替え歌）のパートはカットされている。 |                                       |                  |      |
| # | タイトル                              | 作詞・作曲・編曲 | 時間 |
| 1. | 「ピンク・レディ / モンスター」(TB-5) | 多羅尾伴内       | 2:33 |

| 童謡「お猿のかごや」をビリー・ヴォーン楽団「峠の幌馬車」の譜割りでカヴァー。『LET'S ONDO AGAIN』収録のヴァージョンより数10秒短い。 |                                                               |      |        |            |      |
| # | タイトル                                                      | 作詞 | 作曲   | 編曲       | 時間 |
| 1. | 「峠の早駕籠（原題：おさるのかごや） / 多羅尾伴内楽團」(TB-6) |      | 海沼実 | 多羅尾伴内 | 1:12 |

### CD (SRKL 3050)
デジタル・リマスタリングされたシングルのAB面18曲をディスク順に収録。7インチ・ジャケット仕様。ディスクは赤レーベル。“NIAGARA RARE MASTER SERIES Vol.6”の表記あり。
| * mono    |                                                                                           |             |                       |                       |       |
| #         | タイトル                                                                                  | 作詞        | 作曲                  | 編曲                  | 時間  |
| 1.        | 「幸せにさよなら / ナイアガラ・トライアングル（山下達郎 / 伊藤銀次 / 大滝詠一） *」(NT-1) | 伊藤銀次    | 伊藤銀次              |                       | 3:53  |
| 2.        | 「ドリーミング・デイ / 山下達郎 *」(NT-2)                                                 | 大貫妙子    | 山下達郎              |                       | 4:04  |
| 3.        | 「ナイアガラ音頭 / 布谷文夫 with ナイアガラ社中 *」(NF-1)                                 | 大瀧詠一    | 大瀧詠一              | 多羅尾伴内            | 2:49  |
| 4.        | 「あなたが唄うナイアガラ音頭 / ナイアガラ社中 *」(NS-1)                                   |             | 大瀧詠一              | 多羅尾伴内            | 3:17  |
| 5.        | 「青空のように / 大滝詠一」(OT-1)                                                         | 大瀧詠一    | 大瀧詠一              | 山下達郎 / 多羅尾伴内 | 3:04  |
| 6.        | 「Cobra Twist / 大滝詠一 *」(OT-2)                                                        | 大瀧詠一    | 大瀧詠一              | 多羅尾伴内            | 1:57  |
| 7.        | 「霧の彼方へ (Mr Moto) / 多羅尾伴内楽團」(TB-1)                                           |             | R.Delvey / P.Johnson  | 多羅尾伴内            | 2:49  |
| 8.        | 「悲しき北風 (The Last Leaf) / 多羅尾伴内楽團」(TB-2)                                     |             | B.Chandler / Mckendry | 多羅尾伴内            | 2:59  |
| 9.        | 「ブルー・ヴァレンタイン・デイ / 大滝詠一」(OT-3)                                         | 大瀧詠一    | 大瀧詠一              | 山下達郎 / 多羅尾伴内 | 3:22  |
| 10.       | 「お花見メレンゲ / 大滝詠一 *」(OT-4)                                                     | 大瀧詠一    | 大瀧詠一              | 多羅尾伴内            | 2:22  |
| 11.       | 「青空のように / 大滝詠一 *」(OT-1A)                                                      | 大瀧詠一    | 大瀧詠一              | 山下達郎 / 多羅尾伴内 | 2:53  |
| 12.       | 「青空のように（インストゥルメンタル） / 大瀧詠一楽団 *」(OT-1B)                          |             | 大瀧詠一              | 山下達郎 / 多羅尾伴内 | 2:56  |
| 13.       | 「ブルー・ヴァレンタイン・デイ / 大滝詠一 *」(OT-3A)                                      | 大瀧詠一    | 大瀧詠一              | 山下達郎 / 多羅尾伴内 | 3:24  |
| 14.       | 「ブルー・ヴァレンタイン・デイ（インストゥルメンタル） / 大瀧詠一楽団 *」(OT-3B)          |             | 大瀧詠一              | 山下達郎 / 多羅尾伴内 | 3:26  |
| 15.       | 「心のときめき (Ajoen Ajoen) / 多羅尾伴内楽團 *」(TB-3)                                   | Traditional | Traditional           | 多羅尾伴内            | 1:52  |
| 16.       | 「サーファー・ムーン (The Sufer Moon) / 多羅尾伴内楽團 *」(TB-4)                          |             | Brian Wilson          | 多羅尾伴内            | 2:43  |
| 17.       | 「ピンク・レディ / モンスター」(TB-5)                                                     | 多羅尾伴内  | 多羅尾伴内            | 多羅尾伴内            | 2:28  |
| 18.       | 「峠の早駕籠（原題：おさるのかごや） / 多羅尾伴内楽團」(TB-6)                             |             | 海沼実                | 多羅尾伴内            | 1:16  |
| 合計時間: | 合計時間:                                                                                 | 合計時間:   | 合計時間:             | 合計時間:             | 51:34 |

## クレジット
| Original Art Design : Yasushi Nakayama |

| Original Photo : | - Masatoshi Tokoyo - Jyoji Ide |

| Repackaging Staff |
|                   |

| Half Speed Vinil Cutting & CD Mastering : |
| Tim Young (Metoropolis Mastering, London) |
|                                           |
| Art Design : Takashi Okada (Li'l Daisy)   |
| Photo : Akihiro Nagata                    |
|                                           |

| A&R : | - Naoki Yoshitake (Sony Music Records) - Eisuke Yamashita (Sony Music Records) |

|                                                         |
|                                                         |
| Director : Masaaki Shirota                              |
|                                                         |
| Co-Producer : Osamu Sakaguchi (The Niagara Enterprises) |
|                                                         |
| Supervisor : Shikoh Ohtaki and Family                   |
|                                                         |
|                                                         |
| Produced by Eiichi Ohtaki                               |

## リリース日一覧
| 地域 | リリース日    | レーベル                         | 規格           | カタログ番号 | 備考                                    |
| ---- | ------------- | -------------------------------- | -------------- | ------------ | --------------------------------------- |
| 日本 | 2017年3月21日 | NIAGARA ⁄ Sony Music Labels Inc. | 7"Single x9+CD | SRKL 3041~50 | 全10枚組。4,500セットの完全生産限定盤。 |